# CHC Airways
CHC Airways, meist kurz CHC, war eine niederländische Fluggesellschaft mit Sitz in Hoofddorp. Sie entstand aus der 2005 insolventen Schreiner Airways.

## Geschichte
Die Fluggesellschaft wurde ursprünglich 1945 als Schreiner Airways gegründet, welche 2005 Insolvenz anmeldete, von CHC Helicopters übernommen und in CHC Airways umbenannt wurde.
Im Jahr 2016 stellte CHC den Flugbetrieb ein.

## Flotte
Die Flotte bestand aus einer Bombardier Dash 8 Q300 und fünf de Havilland Canada DHC-6 Twin Otter.